# Cyclotyphlops deharvengi
Cyclotyphlops deharvengi är en ormart som beskrevs av Bosch och Ineich 1994. Cyclotyphlops deharvengi är ensam i släktet Cyclotyphlops som ingår i familjen maskormar. Inga underarter finns listade i Catalogue of Life.
Arten förekommer endemisk på sydvästra Sulawesi. Den vistas på skogsgläntor och i återskapade skogar. Ormen äter troligen myror och termiter liksom de flesta andra maskormar.